# GAGARINE/ガガーリン
『GAGARINE/ガガーリン』（原題：Gagarine）は、2020年のフランスのドラマ映画。
監督はファニー・リアタールとジェレミー・トルイユ、出演はアルセニ・バティリ、リナ・クードリ、ジャミル・マクレイヴンなど。
2024年のパリ五輪のために取り壊されたパリ郊外のイヴリー＝シュル＝セーヌに実在した公営住宅“ガガーリン団地”を舞台に、団地に住む少年が取り壊しを阻止しようと孤軍奮闘する中で織りなす恋と友情の青春模様を描く。第73回カンヌ国際映画祭オフィシャルセレクション初監督作部門選出。

## ストーリー
パリ郊外の巨大団地"ガガーリン"は、ユーリイ・ガガーリンに因んで名付けられていたが、老朽化し、パリ五輪に伴う再開発で取り壊しが決まった。次々と転居して行く住人たち。大人たちは誰も、16歳の黒人少年ユーリが団地で一人暮しを続けていることを気に止めなかった。ユーリの母は恋人との生活を選び、出て行ったきりだが、ユーリは生まれ育った我が家を守り続けていたのだ。
宇宙飛行士になる夢を抱き、屋上で天体観測を続けるユーリ。何とか取り壊しを阻止したいユーリだが、建設業者たちはお構いなく壁をぶち抜き、窓枠を撤去し続けた。ロマの少女ディアナと親しくなり、モールス信号を習うユーリ。放浪生活を送るロマたちも、キャンプ地を追い立てられる日々を送っていた。将来は自由なアメリカに住みたいと話すディアナ。団地を出る未来と、留まりたい気持ちの狭間で揺れるユーリ。
ついに無人になるガガーリン団地。居残り隠れ住むユーリは、内壁に穴を開けられガランとした建物を、宇宙船に見立てて改造して行った。団地が爆破解体される夜、別れを惜しみ集まる住人たち。その時、団地の最上階が多数の電球に照らされ点滅を始めた。ユーリは、まだ建物に残っていたのだ。気を失い、宇宙遊泳を夢見るユーリ。点滅がモールス信号の"SOS"だと気づいたディアナは、住人たちを率いてユーリを建物から連れ出した。

## キャスト
- ユーリ: アルセニ・バティリ
- ディアナ: リナ・クードリ[8]
- フサーム: ジャミル・マクレイヴン
- ダリ: フィネガン・オールドフィールド（フランス語版）
- ファリ: ファリダ・ラウアジ（フランス語版）
- ジェラール: ドニ・ラヴァン

## 作品の評価
アロシネによれば、フランスの24のメディアによる評価の平均点は5点満点中4.2点である。
Rotten Tomatoesによれば、44件の評論のうち高評価は95%にあたる42件で、平均点は10点満点中7.8点、批評家の一致した見解は「奇抜さを帯びた魔術的リアリズムと、コミュニティや移住といった深刻なテーマとのバランスが取れている『GAGARINE/ガガーリン』は、清々しいほどに独創的であるとともに究極の痛切さを持っている。」となっている。
Metacriticによれば、12件の評論のうち、高評価は11件、賛否混在は1件、低評価はなく、平均点は100点満点中74点となっている。